# Стародубцев, Ларион
Ларион Стародубцев — русский самозванец, выдававший себя за сына Петра I царевича Петра Петровича (умершего в 1719 году в трёхлетнем возрасте), из-за чего известен также как Лже-Пётр II.
Был драгуном нарвского полка, но бежал со службы и поселился в казачьей станице Яменской на реке Бузулуке. Поводом к самозванству послужила встреча летом 1732 года с нищим, который выдавал себя за другого царского сына — Алексея Петровича. Нищий, настоящее имя которого было Тимофей Труженик, вскоре пытался поднять восстание крестьян в Тамбовской губернии, после чего был схвачен. По его примеру, Ларион Стародубцев тоже объявил себя царевичем и отправился в самарские степи набирать войско. Во время вербовки подданных также был схвачен. По решению Тайной канцелярии оба самозванца были казнены; их отрубленные головы были воткнуты на железный кол, а тела сожжены. Соратники самозванцев также были обезглавлены, а крестьяне, ездившие на встречу с Тружеником и Стародубцевым, были нещадно биты кнутом и после урезания языков сосланы на вечные работы в Сибирь.